# Cases de llaurador valencianes

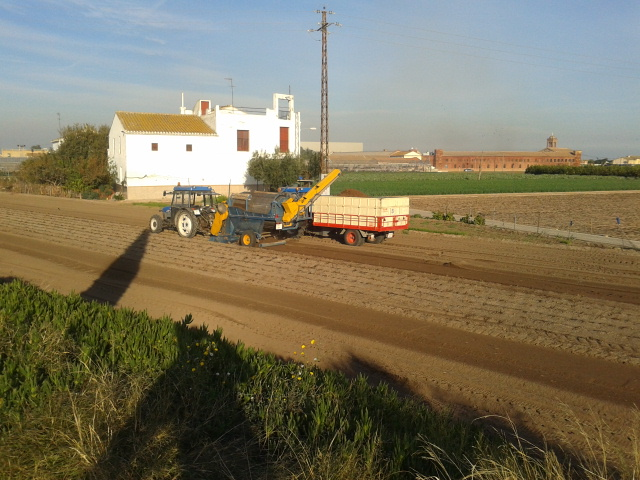
Recol·lecció de la xufa a Meliana. Al fons, una casa de camp tradicional.

Les cases de llaurador són el conjunt d'habitatges propis del medi agrícola valencià. Com a casa de llaurador es classifica a habitatges diferents a les alqueries i barraques.
Entre les tipologies que s'inclouen a dins de la denominació, hi ha les cases amb una navada i sostre de teula, denominades casetes. Eren cases que no solien estar habitades permanentment, sinó que s'utilitzaven per a guardar les ferramentes i descansar en època de treball al camp. També hi ha les cases rurals amb dos navades i sostre de teula àrab i murs de rajola cuita.
Al Camp d'Elx i l'Horta d'Oriola es troba un tipus de casa de llaurador característic. A la Plana de Castelló hi ha els masets, que daten del segle xix.